# 圣女日南斐法山
圣女日南斐法山（Montagne Sainte-Geneviève）是塞纳河左岸巴黎第五区的一座山丘。
在山顶，人们可以参观先贤祠或圣女日南斐法图书馆，常常充满了巴黎大学和附近其他大学的大学生。在山丘的小街，人们可以享受到很多的酒吧和餐厅。
巴黎综合理工学院坐落在此山，其原有建筑物现为法國教育部。在山丘的另一侧是乌尔姆街和高等师范学校。
公元1110年左右，著名的学者和哲学家皮埃爾·阿伯拉爾在山上建立了一所学校。